# Ratpenat nassut de bronze
El ratpenat nassut de bronze (Murina aenea) és una espècie de ratpenat endèmica de Malàisia.